# Drepanogynis salamandra
Drepanogynis salamandra är en fjärilsart som beskrevs av Claude Herbulot 1960. Drepanogynis salamandra ingår i släktet Drepanogynis och familjen mätare. Inga underarter finns listade i Catalogue of Life.